# Asterina advenula
Asterina advenula är en svampart som beskrevs av Syd. 1927. Asterina advenula ingår i släktet Asterina och familjen Asterinaceae.   Inga underarter finns listade i Catalogue of Life.